# Sho Iwamoto
Sho Iwamoto (født 18. marts 2001) er en japansk fodboldspiller.
Han har spillet for flere forskellige klubber i sin karriere, herunder Gamba Osaka.